# Голубев, Аркадий Дмитриевич
Аркадий Дмитриевич Голубев — советский военный деятель, генерал-лейтенант.

## Биография
Родился в 1914 году в Наволоках. Член КПСС.
В РККА с 1931 года.
Окончил Военную академию химической защиты им. Ворошилова, Высшую военную академию им. К. Е. Ворошилова.
Участник Великой Отечественной войны: начальник химической службы, начальник оперативного отдела, начальник штаба 43-й стрелковой дивизии, начальник штаба 63-й гвардейской стрелковой дивизии, начальник штаба 30-го гвардейского стрелкового корпуса
В 1948—1952 гг. — заместитель начальника оперативного управления штаба Ленинградского военного округа.
В 1952—1954 гг. — начальник штаба 6-й армии Северного военного округа.
В 1954—1959 гг. — советник начальника оперативного управления генерального штаба Войска Польского, первый заместитель начальника штаба Белорусского военного округа, начальник штаба Воронежского военного округа
В 1959—1966 гг. — начальник штаба Дальневосточного военного округа.
В 1966—1968 гг. — первый заместитель командующего Ленинградского военного округа.
В 1968—1973 гг. — заместитель начальника Военной академии тыла и транспорта по оперативно-тактической и строевой подготовке.
Умер в 1982 году в Ленинграде.

## Награды
- Орден Ленина (30.12.1956)
- Орден Красного Знамени (17.02.1944, 05.10.1944, 1951)
- Орден Кутузова II степени (1945)
- Орден Отечественной войны I степени (26.05.1943)
- Орден Красной Звезды (1946, 1968)